# John Seigenthaler
John Lawrence Seigenthaler (AFI: [ˈsigɛnˌθɔlɚ]; Nashville, 27 de julho de 1927 — Nashville, 11 de julho de 2014) foi um jornalista, escritor e político estado-unidense.
Seigenthaler entrou para o The Tennessean em 1949, tornou-se editor em 1962, proprietário em 1973, e CEO em 1982, antes de aposentar-se como presidente emérito em 1991. Seigenthaler foi também diretor editorial do USA Today, de 1982 a 1991. Durante este período, fez parte do quadro da American Society of Newspaper Editors e de 1988 a 1989, foi seu presidente.

## Controvérsia na Wikipedia
Em maio de 2005, um usuário anônimo (posteriormente identificado como Brian Chase) criou um artigo de cinco linhas na Wikipedia sobre Seigenthaler, o qual continha conteúdo difamatório.
Seigenthaler entrou em conta(c)to com a Wikipedia em setembro, e o conteúdo foi apagado. Posteriormente, em 29 de novembro, ele escreveu um op-ed para o USA Today, no qual escreveu: "Wikipedia is a flawed and irresponsible research tool." ("a Wikipedia é uma ferramenta de pesquisa defeituosa e irresponsável")

## Obras
- Seigenthaler, John (2004). James K. Polk: 1845-1849: The American Presidents Series. Nova York: Times Books. ISBN 0-8050-6942-9
- Seigenthaler, John (1974). The Year of the Scandal Called Watergate. Nova York: Times Books. ISBN 0-914636-01-4
- Seigenthaler, John (1971). A Search for Justice. [S.l.]: Aurora Publishers. ISBN 0-87695-003-9